# Ujemski
Ujemski (russisch Уемский) ist eine Siedlung in Nordwestrussland. Sie gehört zur Oblast Archangelsk und hat 3742 Einwohner (Stand 14. Oktober 2010).

## Geographie
Ujemski befindet sich im Rajon Primorsk, etwa 14 km südlich des Stadtzentrums der Oblasthauptstadt Archangelsk. Es liegt am rechtsseitigen Ufer der Nördlichen Dwina, direkt gegenüber der gleichnamigen Flussinsel Ujemski. Durch den nördlichen Teil der Siedlung fließt der Fluss Juras.

## Geschichte
Seit 2004 ist Ujemski Verwaltungszentrum der Landgemeinde Ujemskoje (Уемское сельское поселение), welche 3668 Einwohner besitzt und neben Ujemski die Siedlung Juros, sowie die Dörfer Drjachlizyno, Kuropti und Malyje Korely umfasst Ujemski war ursprünglich eine Siedlung städtischen Typs. Die Abgeordnetenversammlung der Oblast entschied 2004 diesen Status zu ändern, so dass Ujemski seither den Status einer Siedlung (посёлок) besitzt.

### Bevölkerungsentwicklung
Die folgende Übersicht zeigt die Entwicklung der Einwohnerzahlen von Ujemski.
| Jahr | Einwohner |
| ---- | --------- |
| 1959 | 3.907     |
| 1970 | 3.366     |
| 1979 | 4.905     |
| 1989 | 4.211     |
| 2002 | 3.725     |
| 2010 | 3.742     |

Anmerkung: Volkszählungsdaten

## Wirtschaft und Verkehr
In der Landgemeinde sind mehrere Unternehmen angesiedelt. So befindet sich in Ujemski seit 1929 ein Ziegelkombinat. Weiterhin gibt es unter anderem eine Geflügelfarm sowie ein milchverarbeitendes Unternehmen. Zudem gibt es ein Kulturhaus, ein Krankenhaus, eine Schule sowie ein Museum über die Volkskunst und das Handwerk der Pomoren. Im Dorf Malyje Korely, das südlich an Ujemski angrenzt, gibt es ein bekanntes Museum Holzbau- und Volkskunst der nördlichen Gebiete Russlands.
Die Siedlung ist über eine Landstraße mit Archangelsk verbunden, über die ein regelmäßiger Busverkehr besteht.